# Hanne Schorp-Pflumm
Hanne Schorp-Pflumm (* 5. Juni 1921 in Stuttgart; † 10. Dezember 1990 ebenda) war eine deutsche Bildhauerin, deren Anliegen es war, Kunst öffentlich zu machen.

## Leben und Wirken
Hanne Schorp-Pflumm wuchs in der Blindenanstalt Nikolauspflege auf, in der ihr Vater Wilhelm Pflumm Oberlehrer und später Direktor war. Sie besuchte das Realgymnasium Königin-Olga-Stift in Stuttgart und die Charlotten-Oberschule. Sie studierte von 1938 bis 1944 an der Staatlichen Kunstgewerbeschule Stuttgart bei dem Bildhauer und Medailleur Alfred Lörcher, der Staatlichen Kunstakademie Stuttgart als Meisterschülerin bei dem Bildhauer und Maler Fritz von Graevenitz und abschließend an der Akademie für Freie Kunst München bei dem Bildhauer und Medailleur Bernhard Bleeker. 
Da ihr Haus und Meisterschülerinnenatelier im Oktober 1944 durch einen Bombenangriff zerstört worden war, zog Schorp-Pflumm nach Maulbronn um. Dort brachte sie ihre Zwillingstöchter auf die Welt, ihr Ehemann starb im Krieg. 1947 kehrte die Bildhauerin zurück nach Stuttgart, erst in den Stadtteil Kaltental und 1955 nach Stuttgart-Büsnau.
Die Gestaltung des öffentlichen Raumes und das Öffentlichmachen von Kunst waren der Künstlerin ein besonderes Anliegen. In vielen Städten in Baden-Württemberg sind ihre Werke im öffentlichen Raum zu sehen, so beispielsweise in Stuttgart-Vaihingen die Skulpturen Markthocker, Steinbrecher, Hopfenbrünnele sowie das Mahnmal für den Frieden auf dem Buchrainfriedhof. Schorp-Pflumm fertigte auch Büsten von bekannten Persönlichkeiten wie Alt-Bundespräsident Walter Scheel, dem ehemaligen Oberbürgermeister Stuttgarts Arnulf Klett oder der Künstlerin Ida Kerkovius an.
Bekannte Schülerinnen ihrer Modellierkurse waren Diane Herzogin von Württemberg und Ursula Doka-Oser.

## Nachlass
Der Verein Historisches Vaihingen a.d.F. e.V. begann im Herbst 2015 in Abstimmung mit den Töchtern der Künstlerin, 214 Werke, die seit dem Tod 1990 im Bezirksrathaus Vaihingen lagerten, zu katalogisieren.

## Auszeichnungen und Ehrungen
- 1939 Kunstpreis der Akademie Stuttgart
- 1963 Silbermedaille der Stadt Paris anlässlich einer Ausstellung im Musée d’Art Moderne de Paris
- 1986 die Verdienstmedaille des Landes Baden-Württemberg für ihre Porträtarbeiten und ihre Arbeiten für den öffentlichen Raum.[3][6]

Der Hanne-Schorp-Pflumm-Weg in Stuttgart ist nach ihr benannt. An ihrem ehemaligen Wohnhaus und Atelier erinnert ein Schild an die Bildhauerin.

## Werke (Auswahl)

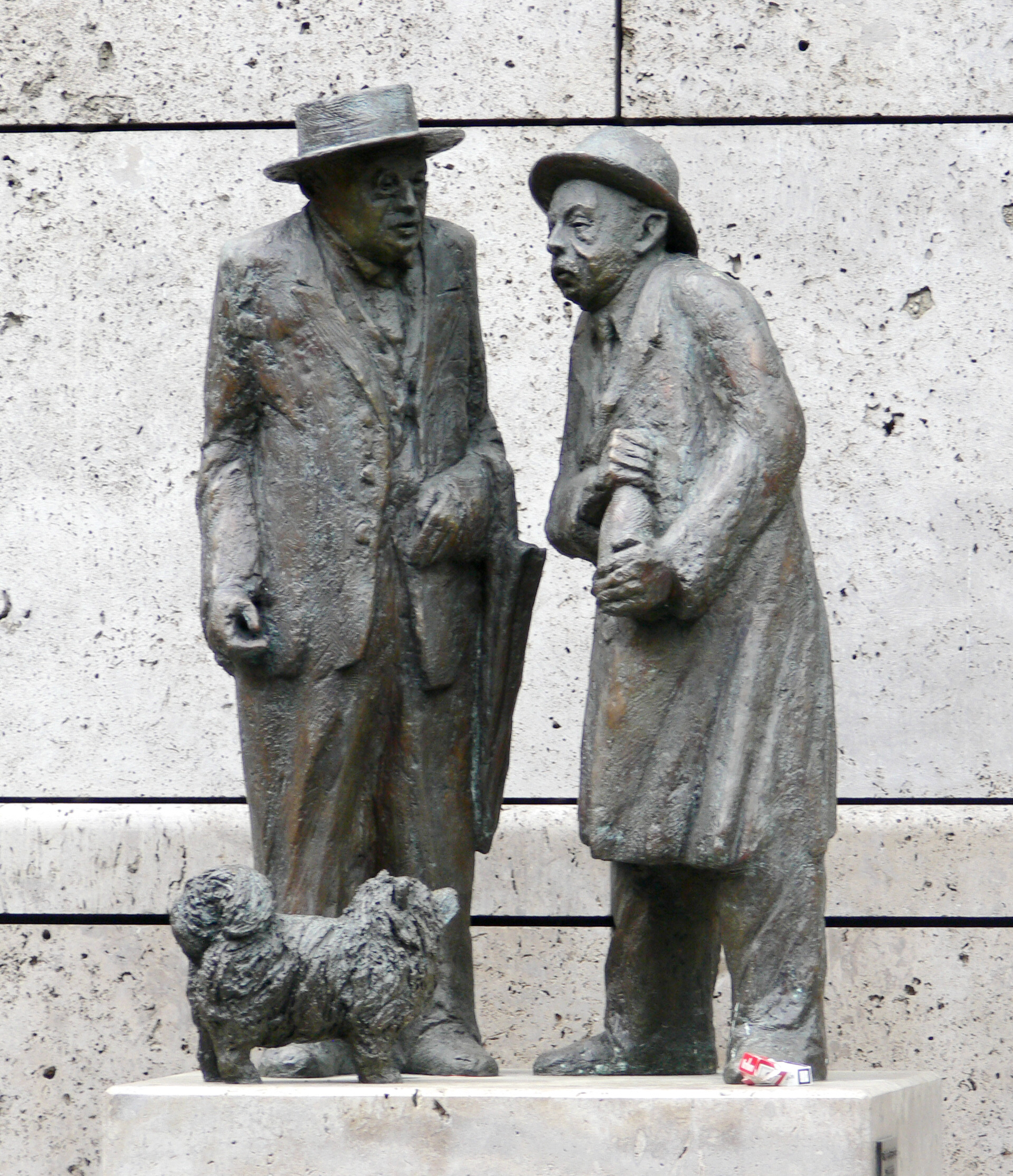
Häberle und Pfleiderer am Friedrichsbau in Stuttgart
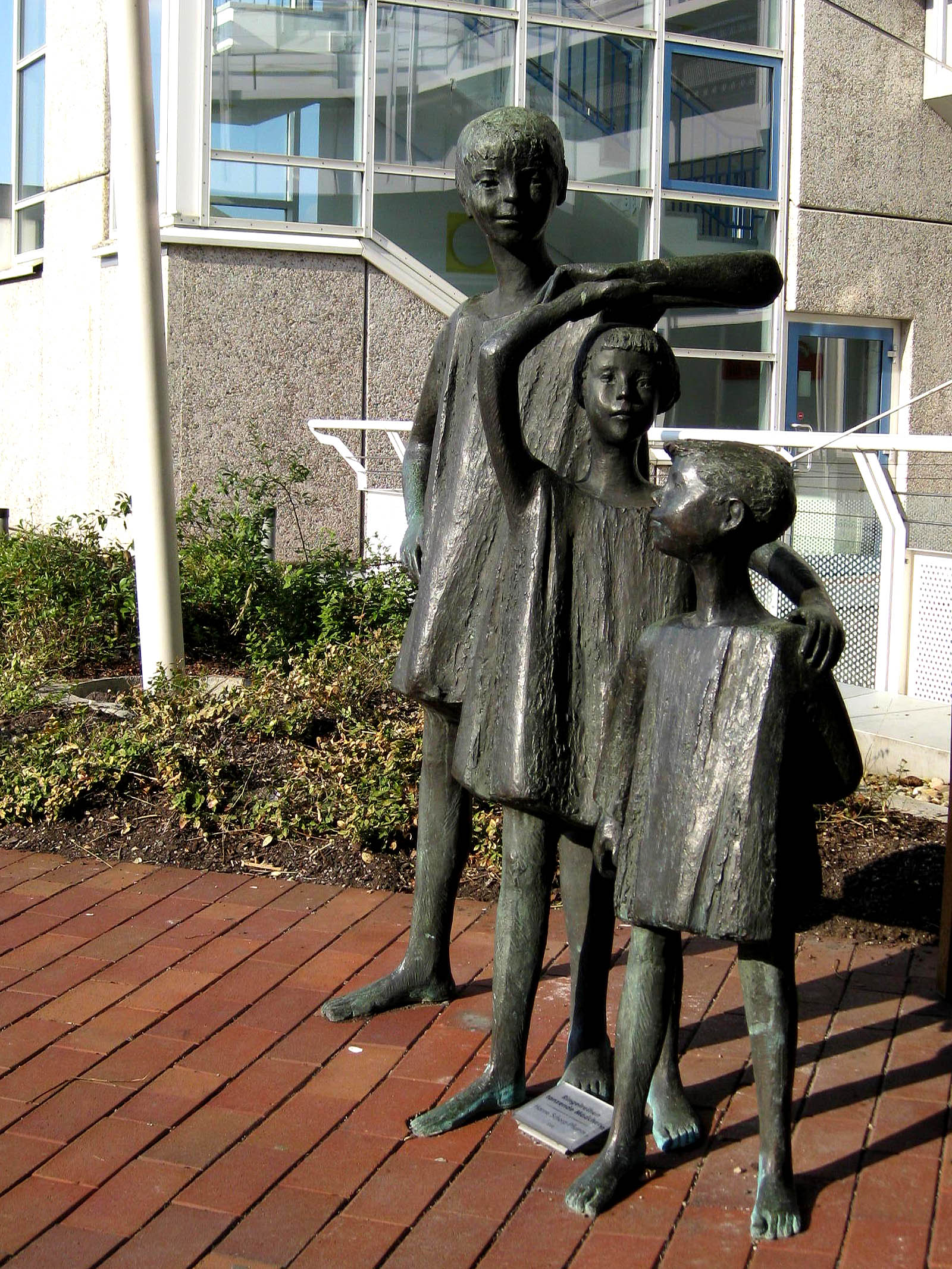
Tanzende Kinder, 1966, am Eingang Crona-Kinderklinik in Tübingen
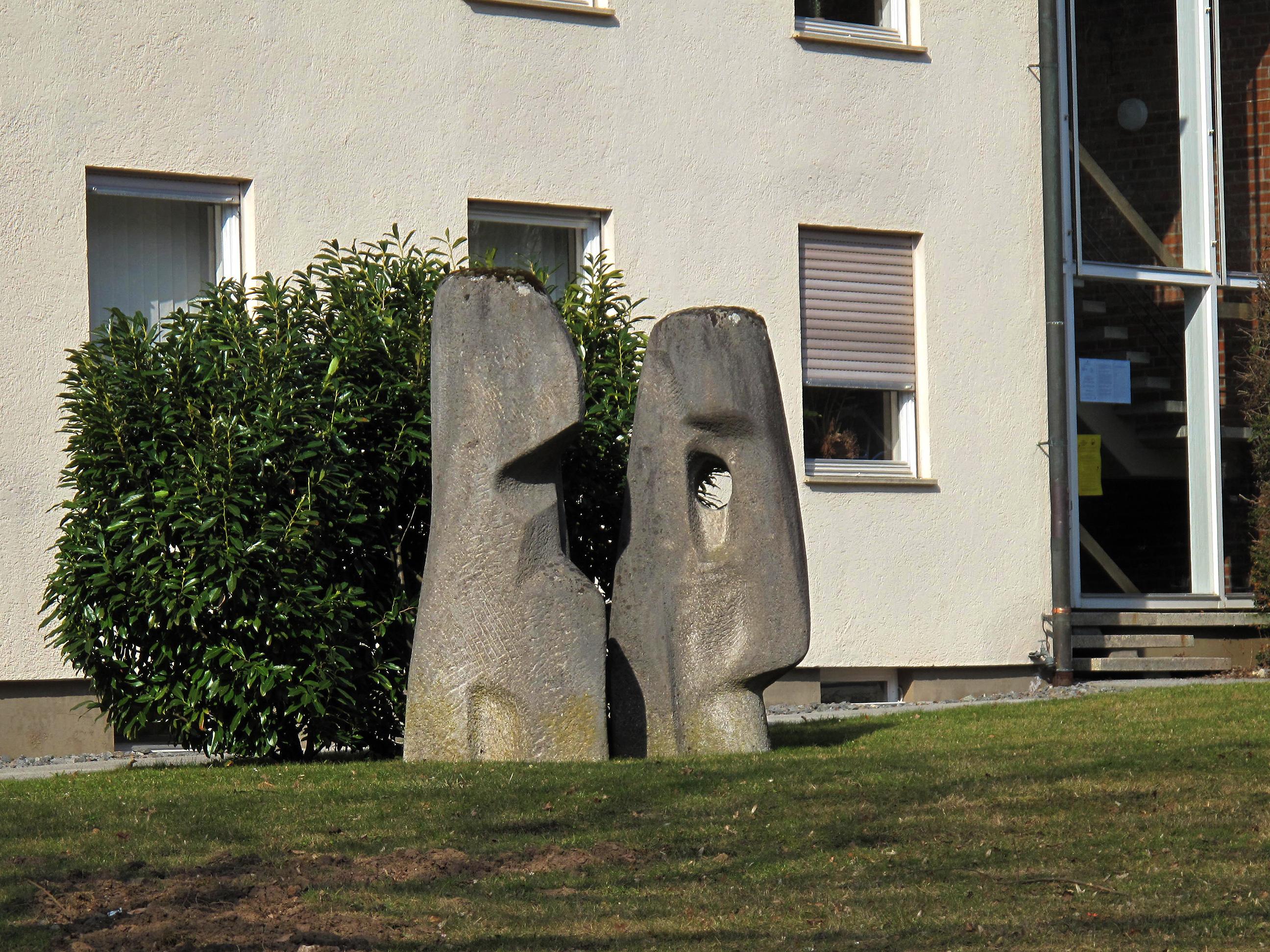
Ohne Titel, 1960, am Geissweg 7 in Tübingen
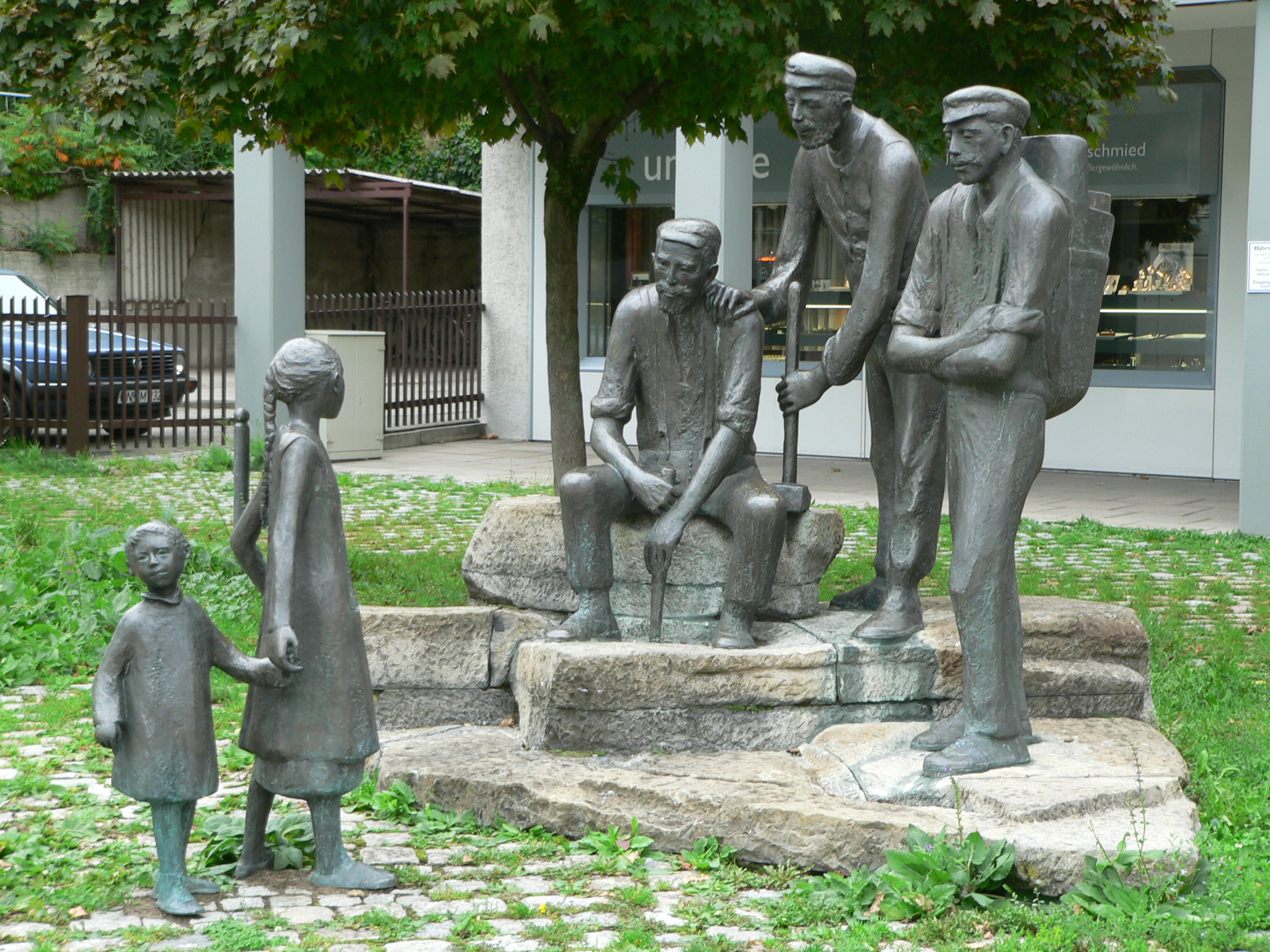
Vaihinger Steinbrecher an der SchwabenGalerie in Stuttgart-Vaihingen